# Volts
Volts er et album lavet af hård rock-gruppen AC/DC. Albummet blev udgivet i 1997.

## Spor
- 1  Dirty Eyes" – 3:21
- 2  Touch Too Much" – 6:34
- 3  If You Want Blood You Got It" – 4:26
- 4  Back Seat Confidential" – 5:23
- 5  Get It Hot" – 4:15
- 6  Sin City" – 4:53
- 7  She's Got Balls" – 7:56
- 8  School Days" – 5:21
- 9  It's a Long Way to the Top if You Wanna Rock'n Roll – 5:15
- 10 Ride On" – 9:44

## Fodnoter
1. ↑  Bonfire – AC/DC | AllMusic